# Сборная Туркменистана по футболу (до 21 года)
Молодёжная сборная Туркменистана по футболу — команда, представляющая Туркменистан на международных соревнованиях по футболу, в составе которой могут выступать футболисты Туркменистана в возрасте 21 года и младше. Многие игроки из молодёжной сборной Туркменистана впоследствии выступают за основную сборную страны. Главным тренером является Ахмед Агамурадов.
За эту сборную выступают туркменские футболисты, которым исполнилось не больше 21 года на момент начала двухлетней отборочной кампании к молодёжному чемпионату Азии, то есть игрокам может быть 22—23 года. Пока футболисты подходят по возрастным критериям, они могут выступать за любую сборную, например, за сборную до 21 года, затем за первую сборную, и потом снова за сборную до 21 года (как делали Умиджан Астанов, Арсланмурат Аманов и Руслан Мингазов).

## Тренеры сборной
| 2011—2012  | Байрамдурды Дурдыев |
| 2012—2013  | Ровшан Мухадов      |
| 2013—н. в. | Ахмед Агамурадов    |

## Тренерский штаб сборной
- Главный тренер: Агамурадов Ахмед
- Тренер: Мамедов Фазиль
- Администратор: Хакназаров Бабаназар
- Врач: Ильясов Максатмурад

## Достижения

#### Кубок Содружества
- 2012 — 12-е место
- 2013 — 12-е место
- 2015 — 4-е место